# Melvin Calvin

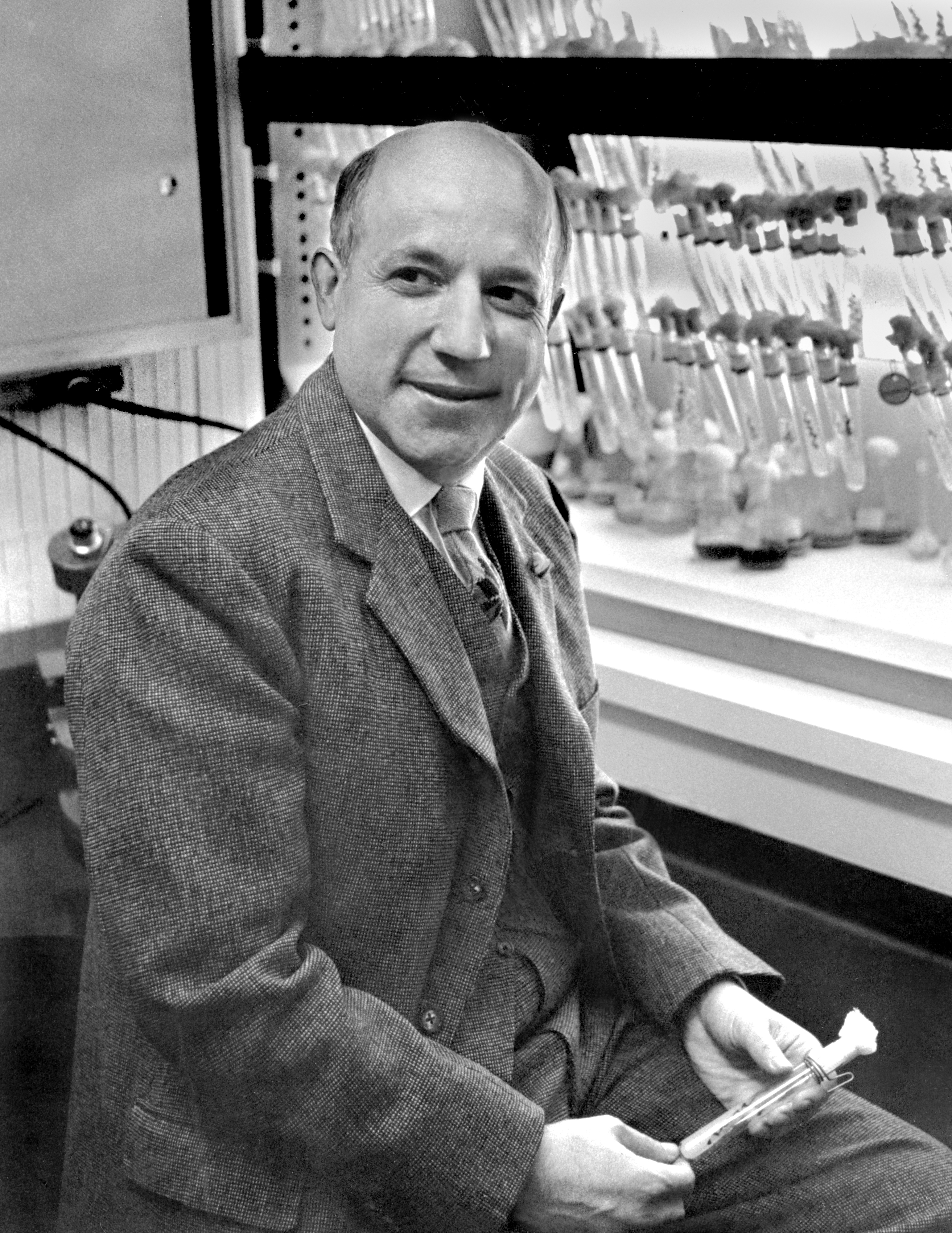
Melvin Calvin (1962)

Melvin Calvin (* 8. April 1911 in Saint Paul, Minnesota; † 8. Januar 1997 in Berkeley, Kalifornien) war ein US-amerikanischer Chemiker, Biochemiker und Nobelpreisträger, dem es nach dem Zweiten Weltkrieg gelang, die Sekundärreaktion der Photosynthese aufzuklären.

## Die Entdeckung des Calvin-Zyklus
Er ermittelte mit seiner Arbeitsgruppe an der University of California in Berkeley, wie Pflanzen CO2 fixieren und welche biochemischen Reaktionen dabei ablaufen. Zur Aufklärung dieser Prozesse nutzte er die Markierung von Molekülen mit radioaktiven Atomen.
Zunächst setzte Calvin Grünalgen der Gattungen Chlorella und Scenedesmus in eine Lösung, die das radioaktive Isotop des Kohlenstoffes [{\displaystyle ^{14}\mathrm {C} }], das {\displaystyle \beta }-Strahlung aussendet, in Form von Kohlenstoffdioxid [{\displaystyle ^{14}\mathrm {CO} _{2}}] enthielt. Die Algen wurden beleuchtet und betrieben Photosynthese, wobei sie {\displaystyle ^{14}\mathrm {CO} _{2}} aufnahmen. Nach der Belichtungszeit wurden sie in heißem Alkohol abgetötet und ihre Zellinhaltsstoffe herausgelöst. Anschließend erfolgte eine Trennung dieser Stoffe durch Papierchromatographie. Da die von Calvin gesuchten Stoffe farblos waren, legte er sein Chromatogramm auf einen Röntgenfilm, der durch ionisierende Strahlung des Kohlenstoffisotops schwarz gefärbt wurde. Um die Stoffe zu identifizieren, wurde eine Vergleichschromatographie vorgenommen. Nehmen dabei ein bekannter und ein unbekannter Stoff die gleiche Position im Chromatogramm ein, geht man davon aus, dass diese Stoffe identisch sind.
Nachdem Calvin zwölf verschiedene chemische Verbindungen gefunden hatte, ging er daran, die Reihenfolge ihrer Synthese herauszufinden.
Er versetzte wieder eine Lösung mit radioaktivem Kohlenstoffdioxid, belichtete seine Algen jedoch unterschiedlich lange. Nach wenigen Sekunden Belichtungszeit entstand nur ein einziger radioaktiver Stoff: Glycerinsäurephosphat (ein Molekül mit drei C-Atomen; {\displaystyle \mathrm {C} _{3}}-Körper).
Die weitere Abfolge der Stoffe sowie deren Strukturformeln sind unter Calvin-Zyklus zu finden.
Als letztes Reaktionsprodukt entstand Ribulosebiphosphat (auch Ribulosebisphosphat oder Ribulosediphosphat, ein Molekül mit fünf C-Atomen; {\displaystyle \mathrm {C} _{5}}-Körper).
Verbindet sich dieser {\displaystyle \mathrm {C} _{5}}-Körper mit einem {\displaystyle \mathrm {CO} _{2}}-Molekül, so entsteht dabei ein {\displaystyle \mathrm {C} _{6}}-Körper, der aufgrund seiner Instabilität in zwei {\displaystyle \mathrm {C} _{3}}-Körper zerfällt, die als erster radioaktiver Stoff nachzuweisen waren.
Calvin schloss aus den Ergebnissen seiner Experimente, dass es sich um einen Kreisprozess handeln musste, der später ihm zu Ehren „Calvin-Zyklus“ genannt wurde. 1954 wurde er in die National Academy of Sciences, 1958 in die American Academy of Arts and Sciences und die Königlich Niederländische Akademie der Wissenschaften (KNAW) gewählt, im Jahr 1959 zum Mitglied der Leopoldina und 1960 zum Mitglied der American Philosophical Society. 1959 wurde er zum auswärtigen Mitglied der Royal Society of London sowie 1963 zum Ehrenmitglied (Honorary Fellow) der Royal Society of Edinburgh gewählt. 1961 erhielt er für seine Arbeiten schließlich den Nobelpreis für Chemie.
Im November 1961 war Melvin Calvin Teilnehmer der ersten SETI-Konferenz am Green-Bank-Observatorium.

## Privates
Seine Eltern waren russische Juden. 1942 heiratete er Genevieve Jemtegaard. Sie hatten zusammen zwei Töchter, Elin und Karole, sowie einen Sohn, Noel.